# Rue de la Croix-Saint-Simon
La rue de la Croix-Saint-Simon est une voie du 20e arrondissement de Paris, en France.

## Situation et accès
La rue relie la rue des Orteaux à la rue des Maraichers et passe sous les voies de la Petite ceinture.

## Origine du nom
Elle porte le nom d'un lieu-dit où il y avait une croix dite de Saint-Simon, calvaire plantée au milieu des vignes en 1731 au carrefour avec la rue Saint-Blaise et qui existait encore en 1860. D'après une légende, un garçon boucher nommé Simon assailli à cet endroit par trois maraudeurs avec la recette de son patron,  tua ses adversaires mais périt en fin de combat. Son maître fit élever une croix au saint patron de celui-ci sur ce terrain.

## Historique
Ancienne « petite rue du Chemin-de-fer » puis « rue du Clos-Rasselin »de la commune de Charonne, elle est présente sur les plans de 1812. Une seconde portion est ouverte en 1899 et, en 1905, une partie de son tracé prend le nom de « rue Ferdinand-Gambon ».
La rue qui était une voie très étroite à la fin du XIXe siècle est élargie au cours du XIXe siècle.
La rue servait de délimitation de la ZAC Saint-Blaise.

## Bâtiments remarquables et lieux de mémoire
- Au no 16 bis, la chapelle Saint-Charles de la Croix-Saint-Simon.
- L'hôpital de la Croix Saint-Simon.

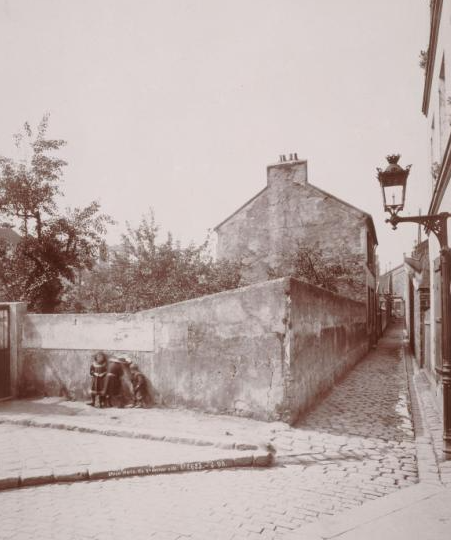
9 Rue de la Croix-Saint-Simon en 1898
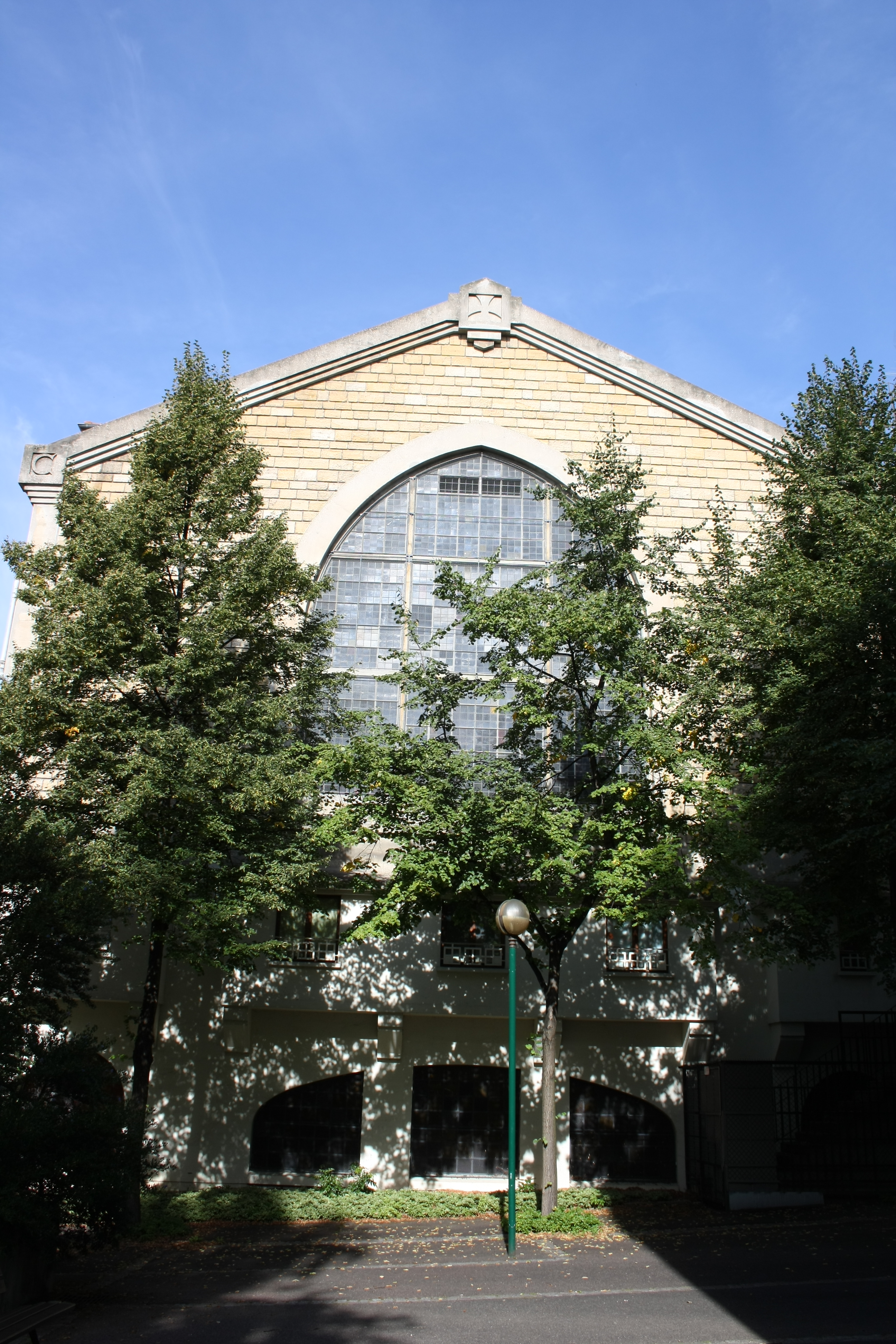
La chapelle Saint-Charles de la Croix-Saint-Simon.